# Districtul Mueang Suphan Buri
Mueang Suphanburi (în thailandeză เมืองสุพรรณบุรี) este un district (Amphoe) din provincia Suphanburi, Thailanda, cu o populație de 166.716 locuitori și o suprafață de 540,9 km².